# Resurrection (Stargate SG-1)
Resurrection (Resurrección) es el décimo noveno episodio de la séptima temporada de la serie de televisión de ciencia ficción Stargate SG-1, y el episodio N.º 151 de toda la serie.

## Trama
El SG-1 es llamado por el agente Barrett a ir a Los Ángeles. Allí visitan un complejo industrial abandonado, donde una célula durmiente del NID renegado tenía una sede. La noche previa, por extraño que pareciese, un miembro de dicha sede se puso en contacto con la policía (aunque no llegó a haber conversación). Cuando Barrett y su equipo llegaron allí sólo hallaron 2 supervivientes: una chica (que estaba aterrada en un rincón cuando llegaron) y un científico que se hacía llamar Keffler. El resto habían sido asesinados. Por las grabaciones de las cámaras de seguridad, se podía ver que la asesina había sido la desconocida chica, quien estaba ya encerrada en una celda cuando llegó el SG-1, a petición de ella misma.
Daniel, Sam y Teal'c son llevados a una sala llena de ruinas, que pertenecían a Sekhmet, una Goa'uld antiguamente leal a Ra. Entre ellas, había un cofre cerrado. Sam acompaña a Barrett a interrogar a Keffler, quién no está muy colaborador. Sam es llevada a un laboratorio subterráneo donde se ha estado experimentando con fetos. Ella se queda buscando información en los ordenadores, mientras Barrett sube a ver a Daniel y Teal'c, donde han encontrado un arca que tiene una cerradura de combinación, que aún no han logrado abrir. Barrett sugiere a Daniel que intente hablar con la chica (Anna) para sacar algo más de información.
En su conversación con Anna, ésta niega haber cometido esas atrocidades y no recuerda dónde se encontraba en esos momentos. Además hace saber a Daniel que Keffler fue su creador. Tras hablar con Sam y Barrett, concluyen que Anna tiene la edad que tiene porque su crecimiento celular ha sido acelerado por nanocitos y sospechan que pueda existir una segunda "Anna" en las instalaciones (dado que la chica que hablo con Daniel no recuerda nada de los asesinatos, y no es la primera vez que ven clonar a humanos.
Daniel vuelva a hablar con Anna para intentar descubrir más y confirma que no tiene más de dos años. Aparte le hace saber al doctor Jackson que nunca ha salido de su sala. Ante la curiosidad de Daniel por la cantidad de dibujos que tiene Anna colgados en sus paredes, ésta le hace saber que son imágenes que ve en los sueños y que, aunque la asustan, su creador le obliga a dibujarlas y colgarlas en las paredes para poder verlas. Daniel ve que está dibujando un escarabajo idéntico al del arca que encontraron en el desván y le pregunta que si entre los dibujos, tiene alguno donde se vea el arca completa. Entonces Anna le hace entrega de un dibujo donde se ve la combinación que la abre. Tras ir con él y abrirlo, comprueban que dentro hay un potente explosivo de Naquadah.
Carter logra acceder al sistema y averigua que Keffler encontró una larva de Goa'uld hace años y estuvo intentando crear un híbrido a partir de un óvulo humano y ADN Goa'uld, con el fin de que su creación tuviera todos los conocimientos de los Goa'uld (pues se transmiten genéticamente), pero que pudiesen controlarlo y obtener información de él. Concluyen pues que Anna es única y que cuando mató a la gente fue porque el Goa'uld Shekmet tomó control de su cuerpo (motivo por el que no recuerda nada de esos instantes. Shekmet tuvo que ser también quien activase la bomba, por lo que deberán usar a la chica para intentar averiguar, a través de sus sueños, cómo desactivarla a tiempo.
Mientras Daniel intenta sacar información de Anna, y el doctor Lee y Teal'c intentan desactivar la bomba; Barrett comienza a evacuar la zona y Sam intenta buscar un medio para salvar a la chica. Entonces Keffler pide hablar con Barrett y Carter, y Daniel viendo los vídeos de seguridad averigua que Keffler tiene un mando con el que controla a la chica y al Goa'uld mediante descargas.
Keffler les ofrece hablar con Anna para obtener la información que buscan a cambio de que lo dejen libre, pero Barrett no accede. Daniel aparece en ese momento y echa en cara a Keffler el hecho de que controlaba la personalidad de Anna con el mando y que fue el culpable de la muerte de toda la gente del edificio, pues la dejó salir cuando el Goa'uld dominaba su cuerpo y no la detuvo. Por ello, deciden mantener a Keffler alejado de Anna y que Daniel intente averiguar algo. Mientras tanto, el doctor Lee, intentando parar la bomba, hace que su cuenta atrás se acelere y cuando quiere darse cuenta, la deja preparada para que explote en menos de dos horas.
En su conversación con Anna, Daniel invita a Anna a la meditación para llegar a sus recuerdos, mientras Carter descubre que no hay forma de salvar a Anna. Durante la meditación de Anna, Shekmet se apodera de ella y prende fuego al interior de la celda. Cuando la abren para apagarlo, ataca a los soldados y se escapa. Durante la búsqueda de Anna, ésta sorprende a Barrett y lo derriba, cogiendo el mando. Daniel descubre que en la celda todo se ha quemado menos un dibujo: el que da la combinación para desactivar la bomba, por lo que concluye que sus actuaciones no son como Goa'uld. Keffler engaña al guardia que lo vigila y escapa. Keffler se esconde intentando evadir a los de seguridad pero Anna lo encuentra y lo mata, suicidándose a continuación.

## Artistas invitados
- Kristen Dalton como Anna.
- Brad Greenquist como el Dr. Keffler.
- Peter Flemming como el Agente Malcolm Barrett.
- Bill Dow como el Dr. Lee.
- Martin Novotny como Guardia del cuarto de interrogaciones del NID.[3]